# Synchiropus morrisoni
Synchiropus morrisoni es una especie de peces de la familia Callionymidae en el orden de los Perciformes.

## Morfología
• Los machos pueden llegar alcanzar los 7 cm de longitud total.

## Hábitat
Es un pez  de mar y de clima tropical (24 °C-26 °C).

## Distribución geográfica
Se encuentra desde el Japón hasta Australia, Samoa y Tonga.

## Observaciones
Es inofensivo para los humanos